# Eragrostis pusilla
Eragrostis pusilla är en gräsart som beskrevs av Eduard Hackel. Eragrostis pusilla ingår i släktet kärleksgrässläktet, och familjen gräs. Inga underarter finns listade i Catalogue of Life.